# Ryszard Schnepf
Ryszard Marian Schnepf (ur. 22 września 1951 w Warszawie) – polski dyplomata, historyk, iberysta, wykładowca i urzędnik państwowy.
Sekretarz stanu w Kancelarii Prezesa Rady Ministrów (2005–2006), podsekretarz stanu w Ministerstwie Spraw Zagranicznych (2007–2008), ambasador RP w Urugwaju z akredytacją na Paragwaj (1991–1996), Kostaryce z akredytacją w innych krajach Ameryki Środkowej (2001–2004), Hiszpanii z akredytacją na Andorę (2008–2012), Stanach Zjednoczonych z akredytacją na Bahamy (2012–2016), chargé d’affaires we Włoszech z akredytacją na San Marino (od 2024).

## Życiorys

### Wykształcenie i działalność naukowa
W 1974 ukończył studia na Wydziale Historycznym Uniwersytetu Warszawskiego (jego praca magisterska dotyczyła działalności Ignacego Domeyki w Chile), w 1979 obronił napisaną pod kierunkiem Tadeusza Łepkowskiego pracę doktorską z zakresu historii Ameryki Łacińskiej (genezy tamtejszych masowych partii politycznych) w Instytucie Historii Polskiej Akademii Nauk. Od 1978 był związany z Katedrą Iberystyki UW, był m.in. zastępcą jej kierownika. Współzakładał tamtejszą komórkę NSZZ „Solidarność”. W latach 1982–1983 pracował jako wykładowca historii Polski na Indiana University w Stanach Zjednoczonych. Został też wykładowcą w Ośrodku Studiów Amerykańskich UW. Pod pseudonimem Paweł Zamorski publikował w czasopismach drugoobiegowych.
Specjalizuje się w zagadnieniach z zakresu kultury latynoamerykańskiej i współczesnych problemów krajów iberoamerykańskich.

### Działalność zawodowa
W 1988 pełnił funkcję redaktora prowadzącego w tygodniku „Echo Tygodnia” w Kanadzie. W latach 1991–1996 sprawował urząd ambasadora RP w Urugwaju (z akredytacją na Paragwaj), a następnie pełnił funkcję dyrektora Fundacji Shalom. Od 1998 do 2000 był wicedyrektorem Departamentu Spraw Zagranicznych w Kancelarii Prezesa Rady Ministrów. Od 2000 do 2001 pełnił funkcję ministra pełnomocnego w ambasadzie RP w Madrycie, gdzie odpowiadał za sprawy Unii Europejskiej. W 2001 objął stanowisko ambasadora w Kostaryce z jednoczesną akredytacją na Nikaraguę, Honduras, Salwador, Gwatemalę, Panamę i Belize. Funkcję pełnił do czerwca 2004 (Panama) oraz października 2004 (pozostałe państwa).
W styczniu 2005 został pełnomocnikiem ministra spraw zagranicznych ds. obchodów 25-lecia NSZZ „Solidarność”. 31 października tego samego roku został mianowany sekretarzem stanu w Kancelarii Prezesa Rady Ministrów. Brał udział w negocjacjach dotyczących budżetu Unii Europejskiej na szczycie Rady Europejskiej w grudniu 2005. W maju 2006 podał się do dymisji, gdy bez uzgodnienia z premierem przedstawił własną koncepcję związaną z Gazociągiem Północnym: propozycja zwracała uwagę na możliwość przyłączenia Polski do projektu, a także możliwość wprowadzenia polskiego przedstawiciela do rady nadzorczej Nord Stream, aby lepiej zabezpieczyć interesy naszego kraju. Został zdymisjonowany 1 czerwca 2006. Jako powód rezygnacji ze stanowiska podał rozbieżności programowe w kwestii polityki bezpieczeństwa energetycznego kraju. Został następnie pełnomocnikiem ministra spraw zagranicznych ds. zagrożeń globalnych.
22 listopada 2007 powołano go na funkcję podsekretarza stanu w Ministerstwie Spraw Zagranicznych w rządzie Donalda Tuska. 21 listopada 2008 został odwołany z tej funkcji w związku z jego nominacją (postanowieniem z 20 sierpnia) na stanowisko ambasadora RP w Królestwie Hiszpanii (z akredytacją na Księstwo Andory), które objął 2 grudnia tego samego roku. Misję zakończył 20 września 2012. 12 września 2012 mianowany na stanowisko ambasadora RP w Stanach Zjednoczonych (a 24 grudnia 2012 otrzymał akredytację na tożsame stanowisko we Wspólnocie Bahamów). 31 lipca 2016 został odwołany z urzędu ambasadora i zakończył pracę w MSZ. W 2018 wszedł w skład Rady Muzeum Historii Żydów Polskich Polin w Warszawie.
Został członkiem Konferencji Ambasadorów RP, powołanej w 2018 grupy byłych dyplomatów. W sierpniu 2019 sygnował przygotowany przez tę grupę list, napisany w związku z planowaną wizytą Donalda Trumpa w Polsce, w którym Polskę określono jako kraj, „który nie jest praworządny”.
W lutym 2024 powrócił do pracy w MSZ jako ekspert ds. kontroli i audytu.
W czerwcu 2024 prezydent RP Andrzej Duda nie zgodził się na kandydaturę Ryszarda Schnepfa na ambasadora RP we Włoszech. W następstwie, 26 sierpnia 2024 objął kierownictwo Ambasady w Rzymie jako chargé d’affaires, akredytowany także w San Marino. Został doradcą marszałek Senatu Małgorzaty Kidawy-Błońskiej.

## Życie prywatne
Syn pułkownika Maksymiliana Sznepfa (1920–2003) i Alicji Schnepf z domu Szczepaniak (1930–2025).
W okresie studiów grał w profesjonalnym zespole muzycznym (występy m.in. w Hybrydach).
Z pierwszego małżeństwa ma córkę Zuzannę Schnepf-Kołacz (m.in. byłą wicekonsul RP w Mediolanie i zastępcę dyrektora Żydowskiego Instytutu Historycznego). Jego drugą żoną została dziennikarka Dorota Wysocka-Schnepf z którą ma dwoje dzieci: córkę Antonię i syna Maxa.
Zna biegle angielski i hiszpański. Posługuje się także włoskim, portugalskim i rosyjskim.

## Odznaczenia
- Odznaka Honorowa za Zasługi dla Rozwoju Gospodarki Rzeczypospolitej Polskiej (2015)
- Krzyż Wielki Orderu Izabeli Katolickiej (Hiszpania, 2012)[39]
- Krzyż Wielki ze Srebrną Gwiazdą Orderu Juana Mory Fernándeza (Kostaryka, 2004)[40]